# Stazione di Verolanuova
Stazione di Verolanuova vasútállomás Olaszországban, Lombardia régióban, Verolanuova településen.

## Vasútvonalak
Az állomást az alábbi vasútvonalak érintik:
- Brescia–Cremona-vasútvonal

## Kapcsolódó állomások
A vasútállomáshoz az alábbi állomások vannak a legközelebb:
- Stazione di Robecco-Pontevico (Brescia–Cremona-vasútvonal, dél)
- Stazione di Manerbio (Brescia–Cremona-vasútvonal, észak)